# Chiesa di San Giovanni Battista (Baida)
La chiesa di San Giovanni Battista delle carmelitane scalze è un edificio di culto ubicato a Baida. L'aggregato monumentale comprende la chiesa e l'Ordine dei frati minori osservanti sotto il titolo di «San Giovanni Battista» alle falde di monte Cuccio.

## Storia

### Epoca normanno - sveva
- Nel 1177 il villaggio fu donato da Guglielmo II all'arcivescovo di Palermo Gualtiero Offamilio come contropartita di scambio dell'arcipretura di Corleone, confluita nella nascente diocesi di Monreale. La concessione è rinnovata nel 1211 da Federico II di Svevia.[2]

### Epoca aragonese
L'arcivescovo Matteo Orsini lo cedette nel 1377 a Manfredi III Chiaramonte che vi costruì il monastero dell'Ordine benedettino sotto il titolo di «Santa Maria degli Angeli». Risale a quest'epoca la facciata della chiesa col leggiadro portichetto recante scolpito lo stemma della famiglia Chiaramonte. Andrea Chiaramonte figlio di Manfredi, accusato di fellonia, fu decapitato nel 1392 per volere di Martino I di Sicilia. Confiscati tutti i beni, il casale di Baida, ancora esistente, transita nel Regio Fisco. Il 19 gennaio 1398 Martino il giovane nomina governatore del monastero Tommaso da Termini, vescovo colocense.

### Epoca spagnola
Nel 1496, in virtù della concessione normanna, il monastero con tutti i beni e le pertinenze, è rivendicato dall'arcivescovo Giovanni Paternò, con l'obbligo di mantenervi i monaci e il restauro delle strutture. Arricchito il sito con un adeguato sistema di approvvigionamento e distribuzione dell'acqua, migliorati gli impianti d'irrigazione, sfruttata una vicina sorgente, costruite alcune fontane, impiantati giardini e coltivazioni, presupposti per la creazione di un valido luogo di villeggiatura per gli alti esponenti ecclesiastici e i loro successori. Come espressione del rinascimento siciliano il tempio sotto il titolo di «San Giovanni Battista» è arricchito con la cappella dedicata al Precursore e la statua opera di Antonello Gagini, artista del quale il Paternò fu un appassionato estimatore e promotore.
Negli anni successivi fu sede temporanea dell'Ordine cistercense, della mensa vescovile, dell'Ordine di Sant'Agostino e dell'Ordine della Beata Vergine del Monte Carmelo. Posto sotto la cura del priore dell'abbazia di San Martino delle Scale, nel 1567 fu ulteriormente migliorato dall'arcivescovo Ottaviano Preconio che incrementò il patrimonio idrico della località. Nel 1596 l'arcivescovo Diego Haëdo su istanza del Senato Palermitano e di Giovanni Ventimiglia, marchese di Geraci, principe di Castelbuono e presidente del regno, lo concesse in uso ai frati dell'Ordine dei minori osservanti di San Francesco d'Assisi che ancora oggi lo posseggono.
Contigua al monastero, gli arcivescovi di Palermo istituirono una "casa di delizie" per i soggiorni fuori porta, dopo essere rimasta in abbandono per molti anni, fu trasformata da Francesco I delle Due Sicilie in ospedale, mantenuto a spese regie.

## Esterno

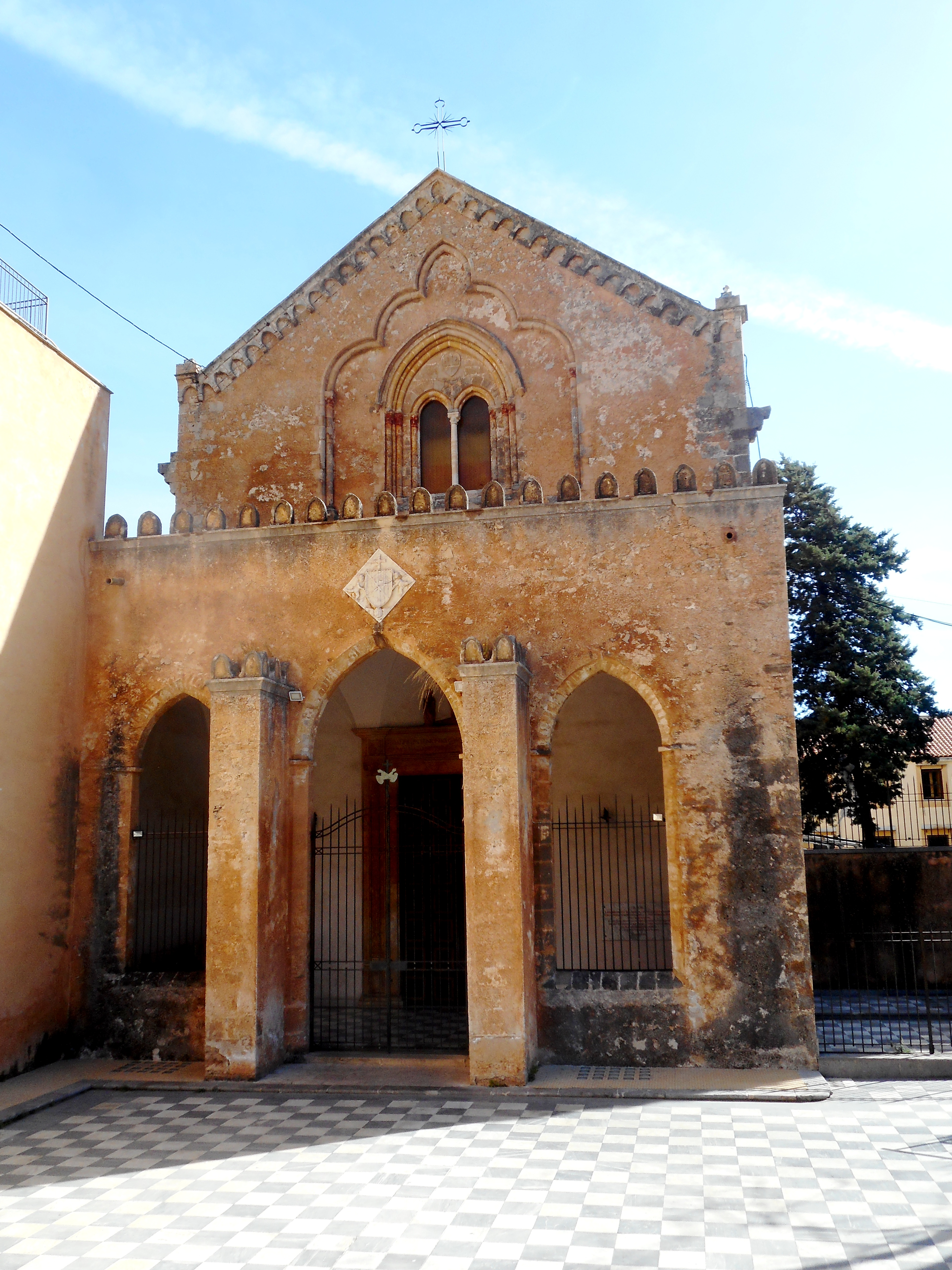
San Giovanni Battista - facciata

Il prospetto rivolto ad occidente è preceduto da un portico merlato con tre luci: rispettivamente due monofore laterali con grate e una centrale destinata all'accesso. Il varco è delimitato da pilastri, è sormontato sull'ogiva dallo stemma con le armi dei Chiaramonte, sparsi per la facciata quello del Paternò, della Corona d'Aragona, della città d Palermo, e della famiglia Xiabicha.
Nel vestibolo con volte a crociera sono documentati gli affreschi Gesù scaccia i mercanti dal Tempio, Morte di Eliodoro e Albero della famiglia francescana. La parte superiore con spioventi a capanna presenta un arco con bifora inscritta, il tutto delimitato da cornice polilobata.
Il portale d'ingresso è di Antonio Vanella del 1507 con dedica e stemma del Paternò.

## Interno
- Navata destra: 
  - Prima campata: Cappella di San Francesco d'Assisi. Sulla mensa è collocata la statua raffigurante San Francesco d'Assisi.
  - Seconda campata: Cappella dell'Immacolata Concezione. Sulla mensa è collocata la statua raffigurante l'Immacolata Concezione.
    - Sulla parete destra dell'arco trionfale l'affresco raffigurante la Madre di Dio con gli Angeli del XV secolo.
- Navata sinistra: 
  - Prima campata: Cappella di Sant'Antonio di Padova. Sulla mensa è collocata la statua raffigurante Sant'Antonio di Padova. Nelle immediate adiacenze la tomba del venerabile Francesco da Picciano, frate morto nel 1851 in fama di santità.
  - Seconda campata: Cappella del Santissimo Crocifisso. Sulla parete è collocato il Crocifisso.
    - Sulla parete sistra dell'arco trionfale l'affresco raffigurante Sant'Antonio Abate e San Giovanni Battista del XV secolo.
    - In alto sulla mensola è collocata la statua di San Giovanni Battista di Antonello Gagini.[8][9][10] La primitiva Cappella di San Giovanni Battista patrocinata dall'arcivescovo Paternò abbellita da portico e due colonne è documentata nella seconda campata destra nella zona diametralmente opposta all'attuale collocazione.
- Abside in stile chiaramontano con volta a crociera e nervature abbellita da monofora con vetrata istoriata da Alberto Farina. Lungo le pareti è collocato il coro in legno di noce e una scultura dell'Annunciazione, il tutto incorniciato dall'arco trionfale a sesto acuto in stile gotico con quattro ordini di strombature.[9] Al centro del presbiterio l'altare marmoreo di scuola gaginiana con fregi raffiguranti la Pentecoste sormontata dalla Colomba dello Spirito Santo, i Dottori della Chiesa e scene della Passione di Gesù.[9] L'altare è sormontato da un moderno ciborio in vetro soffiato, polimetacrilato e resina attorniato da sette lampade e colomba eucaristica. in cornu evangelii l'ambone di moderna concezione.

## Convento di San Giovanni di Baida
- 1567, Istituzione del convento dell'Ordine dei frati minori osservanti sotto il titolo di «San Giovanni Battista» di Baida su preesistente struttura benedettina di stile chiaramontano.[11]

L'arcivescovo Pietro Martinez y Rubio durante la carica 1657 - 1667 restaurò l'antico edificio e incrementò il numero delle stanze. Ferdinando Bazan y Manriquez costruì due nuove fonti. Il futuro re Francesco di Borbone, duca delle Calabrie lo destina a ospedale.
Dell'originale chiostro benedettino rimangono soltanto tre lati. Il lato est consta di nove campate con volte a crociera di stile gotico, le cui colonnine richiamano quelle del chiostro di Monreale. I capitelli sono tutti diversi, raffiguranti scene bibliche. Il convento ospita il centro francescano di spiritualità, destinato all'accoglienza.

## Feste religiose
- 24 giugno, Festa di San Giovanni Battista.